# Вімм-Білль-Данн Україна
ПрАТ «Вімм-Білль-Данн Україна» (скорочено ВБД, WBD, рос. Вимм-Билль-Данн, англ. Wimm-Bill-Dann) — українська філія російського виробника молочної продукції та продуктів дитячого харчування, з 2011 року є частиною компанії PepsiCo. За результатами 2016 року входить до десятки найбільших виробників молочних продуктів в Україні.

## Діяльність в Україні
Приватне акціонерне товариство «Вімм-Білль-Данн Україна» утворилося після придбання російською продовольчою компанією «Вімм-Білль-Данн» у 2000—2002 роках двох спеціалізованих заводів з переробки молока в Україні, розташованих у м. Вишневому Київської області та у м. Харкові. У 2011 році підприємство разом із його українською філією придбала міжнародна компанія PepsiCo.
Відразу після купівлі PepsiCo робить значні інвестиції у виробництва. У 2012 році компанія інвестувала 120 млн грн у запуск окремої автоматизованої лінії з виробництва дитячого харчування «Агуша» на базі заводу у Вишневому.

## Виробничі підприємства
До компанії входить Київський молочний завод (Київщина, м. Вишневе). До 2019 року компанія володіла також Харківським молочним комбінатом.
Отримане від постачальників молоко проходить перевірку в двох лабораторіях — мікробіологічній та хімічній. Сировина перевіряється на відповідність фізико-хімічним, мікробіологічним та санітарно-гігієнічним вимогам.
 На підприємстві впроваджено систему управління якістю та харчовою безпекою, що сертифікована за схемою сертифікації FSSC 22000.
Компанія виробляє продукцію під брендами «Слов'яночка», «Чудо», «Машенька» та молочне дитяче харчування «Агуша», тут переробляється 175 тис. тонн молока щороку.

## Київський молочний завод №3
Київський міський молочний завод № 3 у Вишневому був уведений в експлуатацію 23 грудня 1973 року. З 2002 року він у власності компанії.
2011 року підприємство придбала компанія PepsiCo, після чого обладнання на заводі було модернізовано та встановлено нові виробничі лінії. Модернізація дозволила скоротити споживання води на 16 % та енергії на 4 % під час виробництва.
2012 року PepsiCo інвестує 120 млн грн у запуск автоматизованої лінії з виробництва дитячого харчування «Агуша». У виробництві використовується молоко екстра-класу. Фруктові інгредієнти надходять із Вінницької області — від виробника фруктових наповнювачів із власних фруктів та ягід «Аграна Фрут».
 
2015 року за результатами внутрішнього оцінювання корпорації PepsiCo завод у Вишневому визнано найкращим молочним виробництвом серед підприємств PepsiCo в Європі.

## Відзнаки
За результатами перевірки, проведеної центром незалежних споживчих експертиз «ТЕСТ» 2017 року, кефір та кисломолочний сир «Слов'яночка» 9 % отримали оцінку «відмінно».
2016 року молоко «Слов'яночка» було визнане одним із найчистіших і найякісніших за результатами всеукраїнського дослідження молока, проведеного центром незалежних споживчих експертиз «ТЕСТ».
«Зірка якості» дегустаційного конкурсу галузевого рейтингу «Кращий виробник року», почесний диплом незалежної споживчої експертизи, диплом національної програми «Кращий вітчизняний товар», почесний диплом переможця конкурсу якості «Краща продукція Харківщини — 100 кращих товарів України». Також бренди компанії регулярно перемагають в конкурсах незалежних споживчих експертиз і отримують нагороди «Знак якості».